# Christian Oliva
Christian Oliva (Ciudad del Plata, 1º giugno 1996) è un calciatore uruguaiano, centrocampista del Nacional.

## Caratteristiche tecniche
Può giocare sia da mediano che da regista, ed è dotato di corsa, tecnica e grinta: classico volante che agisce davanti alla difesa, all’occorrenza impiegato anche come mezzala, buon tiro da fuori, forte personalità, sa unire capacità di interdizione all’abilità di impostare la manovra, in virtù di un'ottima tecnica individuale.

## Carriera

### Club

#### Nacional
Cresciuto nel settore giovanile del Nacional, con 17 gol trascina la squadra B alla vittoria del campionato di Tercera División. Esordisce in prima squadra il 27 gennaio 2018 contro il Peñarol nella finale di Super Copa.
Il 10 febbraio esordisce in campionato in occasione del match vinto 3-0 contro il Rampla Juniors. Al termine della sua prima stagione fra i professionisti colleziona 43 presenze e 3 gol tra campionato, Supercoppa, Coppa Sudamericana e Coppa Libertadores. Viene inoltre premiato dalla Federcalcio come miglior debuttante dell’anno e viene inserito nella formazione ideale del campionato.

#### Cagliari e Valencia
Il 25 gennaio 2019 viene ceduto al Cagliari con la formula del prestito con obbligo di riscatto; con il club sardo firma un contratto fino al 2023 con opzione per un altro anno. Nella seconda metà della sua prima stagione, escluse le prime due partite contro Sassuolo e Atalanta in cui era ancora in patria per espletare le pratiche necessarie al trasferimento, va sempre in panchina senza però mai esordire. Esordio che in serie A avviene il successivo 20 settembre 2019, entrando nel secondo tempo della partita Cagliari-Genoa (3-1) al posto di Cigarini. Nella gara successiva in trasferta contro il Napoli (e vinta a sorpresa per 0-1 dai sardi) parte per la prima volta da titolare. Il 3 novembre segna il primo gol nel campionato italiano nella vittoriosa trasferta in casa dell'Atalanta (0-2). Il 14 gennaio 2020, contro l'Inter in Coppa Italia, mette a segno la sua seconda rete con la maglia rossoblu, dopo un colpo di tacco di Cerri, con gli isolani che perdono 4-1 venendo eliminati dalla competizione. Tuttavia, a causa della concorrenza nel suo reparto e di problemi fisici non riesce a trovare spazio con continuità.
Il 1º febbraio 2021 viene ceduto in prestito al Valencia, ma al termine della stagione torna in Sardegna.
Con il Cagliari colleziona altre 5 presenze prima che il 28 gennaio 2022 risolva il contratto con la società rossoblu.

#### Talleres
Il 12 febbraio 2022 firma un contratto sino al 2024 col Talleres (C).

## Statistiche
Statistiche aggiornate al 28 gennaio 2022.

### Presenze e reti nei club
| Stagione        | Squadra         | Campionato      | Campionato | Campionato | Coppe nazionali | Coppe nazionali | Coppe nazionali | Coppe continentali | Coppe continentali | Coppe continentali | Altre coppe | Altre coppe | Altre coppe | Totale | Totale | Totale |
| Stagione        | Squadra         | Comp            | Pres       | Reti       | Comp            | Pres            | Reti            | Comp               | Pres               | Reti               | Comp        | Pres        | Reti        | Pres   | Reti   |        |
| --------------- | --------------- | --------------- | ---------- | ---------- | --------------- | --------------- | --------------- | ------------------ | ------------------ | ------------------ | ----------- | ----------- | ----------- | ------ | ------ | ------ |
| 2018            | Nacional        | PD              | 27         | 2          |                 | -               | -               | CL+CS              | 10+5               | 1+0                | SU          | 1           | 0           | 43     | 3      |        |
| gen.-giu. 2019  | Cagliari        | A               | 0          | 0          | CI              | -               | -               |                    | -                  | -                  |             | -           | -           | 0      | 0      |        |
| 2019-2020       | Cagliari        | A               | 11         | 1          | CI              | 2               | 1               |                    | -                  | -                  |             | -           | -           | 13     | 2      |        |
| 2020-gen. 2021  | Cagliari        | A               | 10         | 0          | CI              | 2               | 0               |                    | -                  | -                  |             | -           | -           | 12     | 0      |        |
| gen.-giu. 2021  | Valencia        | PD              | 9          | 0          | CR              | -               | -               |                    | -                  | -                  |             | -           | -           | 9      | 0      |        |
| 2021-gen. 2022  | Cagliari        | A               | 4          | 0          | CI              | 1               | 0               |                    | -                  | -                  |             | -           | -           | 5      | 0      |        |
| Totale Cagliari | Totale Cagliari | Totale Cagliari | 25         | 1          |                 | 5               | 1               |                    | -                  | -                  |             | -           | -           | 30     | 2      |        |
| Totale carriera | Totale carriera | Totale carriera | 54         | 3          |                 | 4               | 1               |                    | 15                 | 1                  |             | 1           | 0           | 74     | 5      |        |

## Palmarès
- Supercopa Uruguaya: 1

Nacional: 2025